# Odontopera angularia
Odontopera angularia är en fjärilsart som beskrevs av Moore 1867. Odontopera angularia ingår i släktet Odontopera och familjen mätare. Inga underarter finns listade i Catalogue of Life.